# Päijänne nationalpark
Päijänne nationalpark är en nationalpark som inrättades 1993 vid södra delen av insjön Päijänne i södra Finland. Ytan är 14 km².
Nationalparken ligger inom kommunerna Padasjoki, Asikkala och Sysmä. Kärnområdet i nationalparken är Kelvenneåsen, som löper i syd-nordlig riktning, är åtta kilometer lång och 50–800 meter bred. De skyddade lagunsjöar som bildas av åsen är populära båtutflyktsplatser.